# Kashmar
Kashmar (persa: كاشمر, Kāshmar o Khashmar), antiga Sultanabad, Turshiz, Turshīz o Torshīz, és una ciutat de l'Iran, capital del comtat de Kashmar, província de Razavi Khorasan. Kashmar està situada a la vora del riu Sish Taraz a la part occidental de la província, a 217 kilòmetres al sud de Mashad. Ocupa el lloc de l'antiga Turshiz. Al cens del 2006 la població era de 81.527 habitants.